# HD248619
HD248619 є хімічно пекулярною зорею спектрального класу
B9 й має видиму зоряну величину в смузі V приблизно 10,7.

## Пекулярний хімічний вміст
Зоряна атмосфера HD248619 має підвищений вміст 
Si
.